# Asphondylia acinata
Asphondylia acinata är en tvåvingeart som beskrevs av Dorchin 2001. Asphondylia acinata ingår i släktet Asphondylia och familjen gallmyggor. Inga underarter finns listade i Catalogue of Life.